# Кениг, Карлос
Ка́рлос Эдуа́рдо Ке́ниг (исп. Carlos Eduardo Kenig, род. 1953) — аргентинско-американский математик, профессор Чикагского университета Труды в области гармонического анализа и дифференциальных уравнений в частных производных.
Член Национальной академии наук США (2014), Американского математического общества и Американской академии искусств и наук (2002). В июле 2018 года.избран президентом Международного математического союза на период 2019—2022.

## Биография и научная деятельность
Кениг получил докторскую степень в Чикагском университете в 1978 году под руководством Альберто Кальдерона. С тех пор он занимал должности в Принстонском и Миннесотском университетах, в 1985 году вернулся в Чикагский университет.
Многие его труды посвящены эллиптическим и дисперсионным уравнениям в частных производных. Среди его учеников — Джильола Стаффилани и Панайота Даскалопулос.

## Избранные труды
- Harmonic analysis techniques for second order elliptic boundary value problems, AMS 1994.
- with Jean Bourgain, Sergiu Klainerman (ed.): Mathematical aspects of nonlinear dispersive equations, Princeton University Press 2007.
- with Luca Capogna, Loredana Lanzani: Geometric Measure- geometric and analytic points of view, AMS 2005
- with Panagiota Daskalopoulos: Degenerate Diffusions: Initial Value Problems and Local Regularity Theory, EMS Tracts in Mathematics, 2007.

## Награды и почести
- Салемская премия, 1984
- Приглашенный докладчик на Международные конгрессы математиков (1986, 2002 и 2010)[2].
- Избранный член Американской академии наук и искусств, 2002.
- Мемориальная премия Бохера, 2008.
- Избранный член Национальной академии наук, 2014[3]